# Canton de Domont
Pour les articles homonymes, voir Domon.
Le canton de Domont est une division administrative française, située dans le département du Val-d'Oise et la région Île-de-France.
À la suite du redécoupage cantonal de 2014, les limites territoriales du canton sont remaniées. Le nombre de communes du canton passe de 4 à 11.

## Histoire
Le canton est créé par décret du 20 juillet 1967.
Il est réorganisé par un décret du 31 janvier 1985.
Par décret du 17 février 2014, le nombre de cantons du département est divisé par deux, avec mise en application aux élections départementales de mars 2015. Le canton de Domont est conservé et s'agrandit. Il passe de 4 à 11 communes.
La commune d'Attainville rejoint le canton de Fosses.

## Représentation

### Représentation avant 2015
| Période | Période | Identité        | Étiquette   | Qualité                                                                                           |
| ------- | ------- | --------------- | ----------- | ------------------------------------------------------------------------------------------------- |
| 1967    | 1976    | André Rouzée    | UDR         | Maire de Domont (1965-1977) Ancien conseiller général du Canton de Sarcelles-Nord-Est (1966-1967) |
| 1976    | 1982    | Jean Barraud    | PS          | Directeur de collège d'enseignement secondaire Conseiller municipal de Domont                     |
| 1982    | 1988    | James Bourgeois | RPR         | Directeur de laboratoire d'analyses médicales à Ézanville                                         |
| 1988    | 1994    | André Duchemin  | PS          | Employé à l'usine Chausson, syndicaliste Adjoint au maire de Domont                               |
| 1994    | 2015    | Robert Daviot   | RPR puis SE | Ingénieur commercial retraité, Domont                                                             |

### Représentation depuis 2015
| Période élective | Période élective | Mandat | Mandat   | Identité          | Nuance | Nuance | Qualité |
| ---------------- | ---------------- | ------ | -------- | ----------------- | ------ | ------ | --- |
| 2015             | 2021             | 2015   | 2021     | Emilie Ivandekics |        | LR     | Maire-adjointe de Domont |
| 2015             | 2021             | 2015   | 2017     | Sébastien Meurant |        | LR     | Chef d'entreprise de conseil Maire de Saint-Leu-la-Forêt (2008 → 2017) Sénateur du Val-d'Oise (2017 → ) Démissionnaire à la suite de son élection comme sénateur |
| 2015             | 2021             | 2017   | 2021     | Gilles Ménat      |        | LR     | Maire-adjoint de Baillet-en-France (2005 → ) Conseiller départemental chargé de la sécurité Président du SIAEP Président du SIAH.                                |
| 2021             | 2028             | 2021   | en cours | Sébastien Meurant |        | REC    | Sénateur du Val-d'Oise (2017 → 2023) Président départemental de Les Républicains du Val-d'Oise (jusqu'en 2022)                                                   |
| 2021             | 2028             | 2021   | en cours | Céline Villecourt |        | LR     | Maire de Saint-Prix (2020→ ) Vice-présidente de la CA Plaine Vallée (2020 → )                                                                                    |

### Résultats détaillés

#### Élections de mars 2015
À l'issue du 1er tour des élections départementales de 2015, deux binômes sont en ballottage : Emilie Ivandekics et Sébastien Meurant (UMP, 30,09 %) et Catherine Fabre et Christian Malacain (FN, 23,35 %). Le taux de participation est de 47,59 % (19 814 votants sur 41 639 inscrits) contre 40,49 % au niveau départemental et 50,17 % au niveau national.
Au second tour, Emilie Ivandekics et Sébastien Meurant (UMP) sont élus avec 71,96 % des suffrages exprimés et un taux de participation de 46,18 % (12 401 voix pour 19 229 votants et 41 639 inscrits).

#### Élections de juin 2021
Le premier tour des élections départementales de 2021 est marqué par un très faible taux de participation (33,26 % au niveau national). Dans le canton de Domont, ce taux de participation est de 30,85 % (13 127 votants sur 42 551 inscrits) contre 26,57 % au niveau départemental. À l'issue de ce premier tour, deux binômes sont en ballottage : Sébastien Meurant et Céline Villecourt (LR, 40,88 %) et Michèle Loup et Loïc Vidal (Union à gauche avec des écologistes, 21,58 %),.
Le second tour des élections est marqué une nouvelle fois par une abstention massive équivalente au premier tour. Les taux de participation sont de 34,36 % au niveau national, 28,57 % dans le département et 32,52 % dans le canton de Domont. Sébastien Meurant et Céline Villecourt (LR) sont élus avec 62,84 % des suffrages exprimés (8 096 voix pour 13 844 votants et 42 568 inscrits),,.

## Composition

### Composition de 1967 à 1985
Le canton comprenait quatre communes.
- Domont (chef-lieu)
- Bouffémont
- Piscop
- Saint-Brice-sous-Forêt

### Composition de 1985 à 2015
Le canton comprenait quatre communes.
| Nom                | Code Insee | Codepostal | Superficie (km2) | Population (dernière pop. légale) | Densité (hab./km2) |
| ------------------ | ---------- | ---------- | ---------------- | --------------------------------- | ------------------ |
| Domont (chef-lieu) | 95199      | 95330      | 8,33             | 15 213 (2012)                     | 1 826              |
| Attainville        | 95028      | 95570      | 7,16             | 1 820 (2012)                      | 254                |
| Bouffémont         | 95091      | 95570      | 4,51             | 6 022 (2012)                      | 1 335              |
| Moisselles         | 95409      | 95570      | 1,46             | 1 258 (2012)                      | 862                |

### Composition depuis 2015
Le canton de Domont comprend désormais onze communes entières.
| Nom                            | Code Insee | Intercommunalité                              | Superficie (km2) | Population (dernière pop. légale) | Densité (hab./km2) | Modifier                                    |
| ------------------------------ | ---------- | --------------------------------------------- | ---------------- | --------------------------------- | ------------------ | ------------------------------------------- |
| Domont (bureau centralisateur) | 95199      | CA Plaine Vallée                              | 8,33             | 16 075 (2022)                     | 1 930              | modifier les données · modifier les données |
| Baillet-en-France              | 95042      | CC Carnelle Pays-de-France                    | 7,91             | 1 947 (2022)                      | 246                | modifier les données · modifier les données |
| Béthemont-la-Forêt             | 95061      | CC de la Vallée de l'Oise et des Trois Forêts | 3,79             | 426 (2022)                        | 112                | modifier les données · modifier les données |
| Bouffémont                     | 95091      | CA Plaine Vallée                              | 4,51             | 6 565 (2022)                      | 1 456              | modifier les données · modifier les données |
| Chauvry                        | 95151      | CC de la Vallée de l'Oise et des Trois Forêts | 5,00             | 297 (2022)                        | 59                 | modifier les données · modifier les données |
| Moisselles                     | 95409      | CA Plaine Vallée                              | 1,46             | 1 259 (2022)                      | 862                | modifier les données · modifier les données |
| Montsoult                      | 95430      | CC Carnelle Pays-de-France                    | 3,84             | 4 095 (2022)                      | 1 066              | modifier les données · modifier les données |
| Piscop                         | 95489      | CA Plaine Vallée                              | 4,08             | 737 (2022)                        | 181                | modifier les données · modifier les données |
| Le Plessis-Bouchard            | 95491      | CA Val Parisis                                | 2,69             | 8 333 (2022)                      | 3 098              | modifier les données · modifier les données |
| Saint-Leu-la-Forêt             | 95563      | CA Val Parisis                                | 5,24             | 16 047 (2022)                     | 3 062              | modifier les données · modifier les données |
| Saint-Prix                     | 95574      | CA Plaine Vallée                              | 7,93             | 7 588 (2022)                      | 957                | modifier les données · modifier les données |
| Canton de Domont               | 9507       |                                               | 54,78            | 63 369 (2022)                     | 1 157              | modifier les données                        |

## Démographie

### Démographie avant 2015
| 1968   | 1975   | 1982   | 1990   | 1999   | 2006   | 2011   | 2012   |
| ------ | ------ | ------ | ------ | ------ | ------ | ------ | ------ |
| 11 274 | 15 529 | 17 387 | 21 117 | 23 278 | 23 296 | 24 019 | 24 313 |

### Démographie depuis 2015
En 2022, le canton comptait 63 369 habitants, en évolution de +4,16 % par rapport à 2016 (Val-d'Oise : +4 %, France hors Mayotte : +2,11 %).
| 2013   | 2018   | 2022   |
| ------ | ------ | ------ |
| 59 895 | 61 486 | 63 369 |